# Medalla de la Defensa
La Medalla de Defensa (anglès: Defence Medal) és una medalla de campanya instituïda pel Regne Unit el maig de 1945, per atorgar-se als ciutadans de la Commonwealth britànica tant pel servei militar no operatiu com per certs tipus de servei de guerra civil durant la Segona Guerra Mundial.

## Institució
La Segona Guerra Mundial va durar a Europa del 3 de setembre de 1939 al 8 de maig de 1945, mentre que al Teatre del Pacífic va continuar fins al 2 de setembre de 1945. La Medalla de la Defensa va ser instituïda pel Regne Unit el maig de 1945, per atorgar-la als militars britànics i personal civil per a una sèrie de serveis al Regne Unit, i al personal de la Commonwealth i colonial que va servir des dels seus països d'origen o fora dels seus països d'origen en una àrea no operativa o en una zona subjecta a amenaces, com ara atacs des de l'aire.

## Criteris de concessió
La Medalla de la Defensa va ser atorgada pel servei no operatiu a les Forces Armades, la Home Guard, el Servei de Defensa Civil i altres serveis civils autoritzats durant el període del 3 de setembre de 1939 al 8 de maig de 1945 (2 de setembre de 1945 per a aquells que servien en determinats territoris determinats). a l'Extrem Orient i al Pacífic), amb una data de finalització anterior per als membres de les organitzacions que es van retirar abans del maig de 1945.

### Personal militar
Al Regne Unit, els elegibles incloïen el personal militar que treballava a quarters generals, a bases d'entrenament i aeròdroms durant la Guerra d'Europa del 3 de setembre de 1939 al 8 de maig de 1945, i el servei per part de membres de la Guàrdia Interior durant la seva existència des del 14 de maig de 1940 al 31 de desembre de 1944. La medalla també va ser atorgada pel servei no operatiu a l'estranger als dominis de la Commonwealth i a les colònies britàniques.
Aquells que es van classificar per a una o més estrelles de campanya també podrien rebre la Medalla de Defensa.

### Serveis civils
El servei civil elegible al Regne Unit incloïa, però no es limitava a, els serveis civils els membres dels quals eren elegibles per a les distincions pel servei de guerra.
- Serveis de Protecció Civil establerts per un Departament de Govern o entitat local.
  - Servei de Vigilants, inclosos els Vigilants de Refugi.
  - Servei de rescat, inclòs l'antic servei de primers auxilis.
  - Servei de Descontaminació.
  - Servei d'Informes i Control.
  - Servei de missatgeria.
  - Servei d'Ambulància. incloent Sitting Case Cars.
  - Servei de primers auxilis, incloent-hi Posts i Punts de Primers Auxilis, Centres de Neteja Pública, Unitats Mòbils de Neteja i Servei d'Infermeria dels refugis antiaeri públics.
- Serveis de Protecció Civil de l'Administració Local.
  - Servei de Centre de Descans.
  - Servei d'aliments d'emergència, inclòs el servei de combois de missatgers de la reina.
  - Servei de menjador.
  - Servei d'Informació d'Emergències.
  - Servei mortuori.
- Servei Nacional de Bombers, inclòs el servei en un Cos de Bombers de l'autoritat local o el Servei Auxiliar de Bombers abans de la nacionalització.
- La policia inclou la policia especial (amb 3 anys de servei), la reserva especial de la policia marina reial, la policia civil de l'almirallat, la policia del departament de guerra, la policia del Ministeri de l'Aire, la policia ferroviària i la policia del moll.
- American Ambulance, Gran Bretanya
- Transport aeri civil.
- Reserva de defensa civil, reserva mòbil de defensa civil del comtat de Kent i reserva mòbil de defensa civil del comtat de West Sussex.
- Reserva d'Infermeria Civil.
- Cos Tècnic Civil.
- HM Coastguard.
- Guàrdies de Bombers que exercien funcions sota les autoritats locals, o en locals governamentals o comercials.
- Els guardiàs de fars que van servir sota les tres autoritats de fars i els guardes de vaixells lleugers sota aquestes autoritats, que no van qualificar per a l'Estrella 1939–1945.
- Infermeres dels hospitals dels quals eren responsables les administracions o entitats locals, o dels hospitals voluntaris reconeguts.
- Servei d'emergència fluvial de l'Autoritat del Port de Londres.
- Patrulla del riu Clyde.
- Cos Reial d'Observadors
- Serveis Voluntaris Femenins per a la Protecció Civil, els membres dels quals podrien qualificar-se sempre que:
  - estaven inscrits en un Servei de Protecció Civil d'una autoritat local elegible;
  - realitzaven funcions anàlogues a les d'un dels Serveis de Protecció Civil de les autoritats locals elegibles, i la secció dels Serveis Voluntaris de la Dona a la qual pertanyien era aquella que funcionava operativament durant o immediatament després dels atacs enemics.[1]

### Servei qualificat
La durada del servei de qualificació requerida per a l'atorgament de la Medalla de Defensa variava, depenent d'on i en quina funció exercia una persona.
- Per a les persones que resideixen normalment al Regne Unit, el requisit era de 1.080 dies (tres anys) de servei al Regne Unit o 90 dies (tres mesos) de servei en una unitat d'eliminació de mines i bombes. El període de qualificació al Regne Unit va acabar amb el final de la Guerra a Europa el 8 de maig de 1945.[2][3][5]
- En una àrea no operativa, no sotmesa a atacs aeris i no estretament amenaçada, el requisit era de 360 dies (un any) de servei a l'estranger des o fora del país de residència de l'individu. El servei militar en determinades zones a l'estranger des del Regne Unit podria qualificar-se fins al 2 de setembre de 1945, quan va acabar la guerra al Pacífic. El servei era comptable des de la data de l'embarcament i es comptava al seu preu total per al viatge a la zona no operativa.[2][3][5]
- En una àrea no operativa sotmesa a atacs aeri o estretament amenaçada, el requisit era de 180 dies (sis mesos) de servei a l'estranger des o fora del país de residència d'una persona. El mateix s'aplicava als ciutadans de la Commonwealth britànica d'ultramar que van servir a la Guàrdia Nacional al Regne Unit. El servei era comptable des de la data de l'embarcament i, per al viatge a la zona de servei, es comptava a la meitat de la durada real del viatge.[2][3][5]

La medalla s'atorgava normalment als canadencs per sis mesos de servei a Gran Bretanya entre el 3 de setembre de 1939 i el 8 de maig de 1945.
El servei del personal de l'exèrcit indi a l'Índia no comptava com a servei qualificat per a la Medalla de Defensa, ja que aquest servei es qualificava per a la Medalla de Servei de l'Índia, concedida als membres de les Forces Armades de l'Índia en lloc de la Medalla de Defensa durant tres anys de servei no operatiu a l'Índia. Índia.

#### País de residència
Pel que fa al servei fora del país de residència, cinc territoris es van classificar com a zones úniques contigües. Els moviments de personal d'un territori a un altre dins dels grups definits no es van considerar "fora del país de residència" en termes de qualificació per a l'atorgament de la Medalla de la Defensa.
- Gran Bretanya, Irlanda del Nord, Eire, Illa de Man i les illes del Canal, incloses totes les illes adjacents a Gran Bretanya.
- Xipre, Síria, Líban, Palestina, Egipte i Transjordània.
- Kenya, Tanganyika, Uganda, Nyasaland, Rhodèsia del Nord i Zanzíbar.
- Nigèria, Gàmbia, Sierra Leone i la Costa daurada.
- La Unió de Sud-àfrica, Sud-oest d'Àfrica, Basutoland, Swazilàndia i el Protectorat de Bechuanaland.

#### Territoris amenaçats
Els següents territoris es van classificar com a àrees no operatives sotmeses a atacs aeris enemics o estretament amenaçades durant els períodes com es mostra:
Europa
- Regne Unit del 3 de setembre de 1939 al 8 de maig de 1945.[5]

Àrea Mediterrània
- Sudan angloegipci del 28 de novembre de 1941 al 8 de maig de 1945.
- Còrsega del 5 d'octubre de 1943 al 8 de maig de 1945.
- Xipre del 3 de setembre de 1939 al 8 de maig de 1945.
- Egipte del 13 de maig de 1943 al 8 de maig de 1945.
- Gibraltar del 3 de setembre de 1939 al 8 de maig de 1945.
- Malta del 13 de maig de 1943 al 8 de maig de 1945.
- Nord d'Àfrica del 13 de maig de 1943 al 8 de maig de 1945.
- Palestina del 3 de setembre de 1939 al 8 de maig de 1945.
- Pantellaria del 12 de juny de 1943 al 8 de maig de 1945.
- Sardenya del 20 de setembre de 1943 al 8 de maig de 1945.
- Sicília del 18 d'agost de 1943 al 8 de maig de 1945.
- Sinaí del 3 de setembre de 1939 al 8 de maig de 1945.
- Síria i Líban del 12 de juliol de 1941 al 8 de maig de 1945.[5]

Oceà Índic
- Aden del 3 de setembre de 1939 al 8 de maig de 1945.
- Illes Andaman del 3 de setembre de 1939 al 22 de març de 1942.
- Bengala i Assam, a l'oest del Brahmaputra, de l'1 de gener de 1944 al 2 de setembre de 1945.
- Ceilan del 3 de setembre de 1939 al 8 de maig de 1945.
- Illes Cocos/Keeling del 3 de setembre de 1939 al 8 de maig de 1945.
- Iraq de l'1 de juny de 1941 al 8 de maig de 1945.
- Illes Maldives del 3 de setembre de 1939 al 8 de maig de 1945.
- Maurici del 3 de setembre de 1939 al 8 de maig de 1945.
- Illes Nicobar del 3 de setembre de 1939 al 22 de març de 1942.
- Pèrsia del 29 d'agost de 1941 al 8 de maig de 1945.
- Illa Rodríguez del 3 de setembre de 1939 al 2 de setembre de 1945.
- Seychelles del 3 de setembre de 1939 al 8 de maig de 1945.[5]

Zona del Pacífic
- Borneo del nord britànic del 3 de setembre de 1939 al 30 de desembre de 1941.
- Brunei del 3 de setembre de 1939 al 7 de desembre de 1941.
- Illa de Nadal del 3 de setembre de 1939 al 2 de setembre de 1945.
- Illes Cook del 3 de setembre de 1939 al 2 de setembre de 1945.
- Illa Fanning del 3 de setembre de 1939 al 2 de setembre de 1945.
- Illes Fiji del 3 de setembre de 1939 al 2 de setembre de 1945.
- Hong-Kong del 3 de setembre de 1939 al 7 de desembre de 1941.
- Malàisia del 3 de setembre de 1939 al 7 de desembre de 1941.
- Nova Caledònia del 3 de setembre de 1939 al 2 de setembre de 1945.
- Noves Hèbrides del 3 de setembre de 1939 al 2 de setembre de 1945.
- Illa Norfolk del 3 de setembre de 1939 al 2 de setembre de 1945.
- Territori del Nord d'Austràlia, al nord dels 14°30' de latitud sud, del 3 de setembre de 1939 al 2 de setembre de 1945.
- Illes Fènix del 3 de setembre de 1939 al 2 de setembre de 1945.
- Illa de Rarotonga del 3 de setembre de 1939 al 2 de setembre de 1945.
- Sarawak del 3 de setembre de 1939 al 7 de desembre de 1941.
- Illa Tonga del 3 de setembre de 1939 al 2 de setembre de 1945.
- Illes de l'estret de Torres del 3 de setembre de 1939 al 2 de setembre de 1945.
- Union Island del 3 de setembre de 1939 al 2 de setembre de 1945.
- Illa de Washington del 3 de setembre de 1939 al 2 de setembre de 1945.
- Samoa Occidental del 3 de setembre de 1939 al 2 de setembre de 1945.[5]

Atlàntic occidental
- Illes Falkland del 3 de setembre de 1939 al 8 de maig de 1945.[5]

### Criteris especials
La Medalla de la Defensa es va atorgar sense tenir en compte el període de servei requerit a aquells:
- en categories elegibles, el servei de les quals es va acabar per mort a causa de l'acció de l'enemic durant el servei o per lesions que els donaven dret a una barra de ferides;[1]
- qui va rebre un premi a la valentia, inclòs un elogi del rei per la conducta valenta o un elogi del rei per un servei valuós a l'aire, sempre que el premi s'hagi obtingut mentre realitzava el servei qualificant per a la medalla de defensa;[1]
- receptors de la Creu de Jordi o de la Medalla de Jordi, fins i tot quan no presten servei que els qualificaria per a la Medalla de Defensa en el moment en què es va guanyar el premi.[1]

## Disseny
La Medalla de Defensa és un disc de 36 mil·límetres (1,42 polzades) de diàmetre. El tirant de la barra recta no giratòria s'uneix a la medalla amb un suport d'urpa d'un sol dit i un passador a través de la vora superior de la medalla. Les medalles d'emissió britànica van ser encunyades en cuproníquel, mentre que les concedides al Canadà van ser encunyades en plata.
Anvers
L'anvers, dissenyat per Humphrey Paget, mostra l'efígie cap descobert del rei Jordi VI, mirant cap a l'esquerra. Al voltant del perímetre hi ha la llegenda "GEORGIVS VI D:G:BR:OMN:REX F:D:IND:IMP". (George VI, per la gràcia de Déu, Rei de totes les Bretanyes, Defensor de la fe, emperador de l'Índia).
Revés
El revers, dissenyat per Harold Parker, mostra la Corona Reial recolzada sobre un plançó d'alzina, flanquejada per un lleó i una lleona sobre ones estilitzades. A la part superior esquerra hi ha l'any "1939" i a la part superior dreta l'any "1945". L'exerg té les paraules "THE DEFENCE MEDAL" en dues línies.
Nomenar
La Cambra dels Comuns britànica va decidir que les medalles de campanya de la Segona Guerra Mundial concedides a les forces britàniques s'emetrien sense nom. Les medalles concedides a australians, indis i sud-africans van quedar impressionats amb el nom i els detalls del destinatari.
Cinta

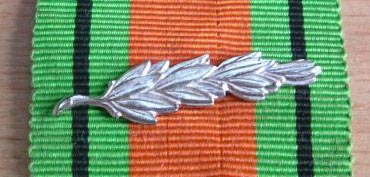
Emblema que denota la menció d'un rei per la conducta valenta

La cinta fa 32 mil·límetres d'amplada, amb una banda verda de 4½ mil·límetres d'amplada, una banda negra d'1 mil·límetre d'amplada i una banda verda de 4½ mil·límetres d'amplada, repetida i separada per una banda taronja de 12 mil·límetres d'amplada. La banda central taronja de color flama i les bandes verdes simbolitzen els atacs enemics a la terra verda i agradable de Gran Bretanya, mentre que les bandes negres estretes representen les apagades contra els atacs aeris.
Els destinataris d'una menció del rei per la conducta valenta, obtinguda mentre realitzaven el servei qualificant per a la medalla de la defensa, portaven un emblema de fulles de llorer platejat a la cinta de la medalla.
La cinta per a la Medalla de Defensa i les de les Estrelles de la Campanya de la Segona Guerra Mundial, amb l'excepció de l'Estrella de l'Àrtic, van ser ideades pel rei Jordi VI.

## Orde de lluïment
L'ordre de lluïment de les estrelles de la campanya de la Segona Guerra Mundial estava determinat per les dates d'inici de la campanya respectives i per la durada de la campanya. Aquesta és l'ordre que s'utilitza, fins i tot quan un destinatari qualificat per a ells en un ordre diferent. La Medalla de la Defensa i la Medalla de Guerra es porten després de les estrelles. La medalla del servei voluntari canadenc es porta després de la medalla de la Defensa i abans de la medalla de Guerra, amb altres medalles de guerra de la Commonwealth que s'utilitzen després de la medalla de guerra.
- L'Estrella de 1939-45, del 3 de setembre de 1939 al 2 de setembre de 1945, tota la durada de la Segona Guerra Mundial.[14]
- L'Estrella de l'Atlàntic, del 3 de setembre de 1939 al 8 de maig de 1945, la durada de la batalla de l'Atlàntic i la Guerra d'Europa.[15]
- L'Estrella de l'Àrtic, del 3 de setembre de 1939 al 8 de maig de 1945, la durada dels combois àrtics i la guerra a Europa.[16]
- L'Estrella de les Tripulacions Aèries d'Europa, del 3 de setembre de 1939 al 5 de juny de 1944, període fins al dia D menys un.[17]
- L'Estrella d'Àfrica, del 10 de juny de 1940 al 12 de maig de 1943, durada de la campanya del nord d'Àfrica.[18]
- L'Estrella del Pacífic, del 8 de desembre de 1941 al 2 de setembre de 1945, la durada de la Guerra del Pacífic.[19]
- L'Estrella de Birmània, de l'11 de desembre de 1941 al 2 de setembre de 1945, la durada de la Campanya de Birmània.[20]
- L'Estrella d'Itàlia, de l'11 de juny de 1943 al 8 de maig de 1945, la durada de la campanya italiana.[21]
- L'Estrella de França i Alemanya, del 6 de juny de 1944 al 8 de maig de 1945, durada de la campanya del nord-oest d'Europa.[22]
- La Medalla de la Defensa, del 3 de setembre de 1939 al 8 de maig de 1945 (2 de setembre de 1945 per a aquells que serveixen a l'Extrem Orient i al Pacífic),[4] la durada de la Segona Guerra Mundial[5]
- La  Medalla de Guerra, del 3 de setembre de 1939 al 2 de setembre de 1945, tota la durada de la Segona Guerra Mundial[23]

Per tant, la medalla de la defensa es porta com es mostra:
- Precedida per l'Estrella de França i Alemanya
- Succeïda per la Medalla de la Guerra 1939-1945